# Gorytes quadrifasciatus
Gorytes quadrifasciatus är en stekelart som först beskrevs av Fabricius 1804.  Gorytes quadrifasciatus ingår i släktet Gorytes, och familjen Crabronidae. Arten är reproducerande i Sverige.

## Bildgalleri

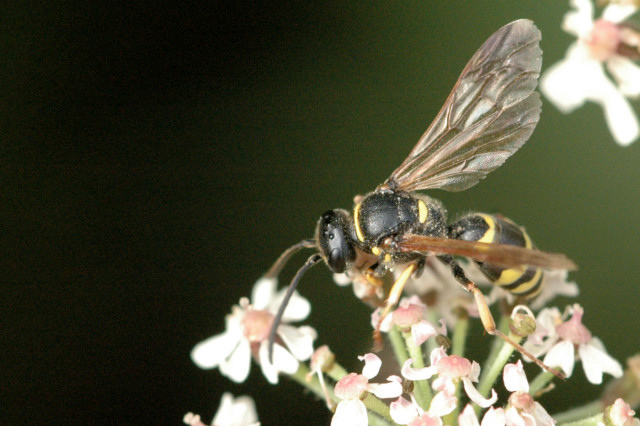
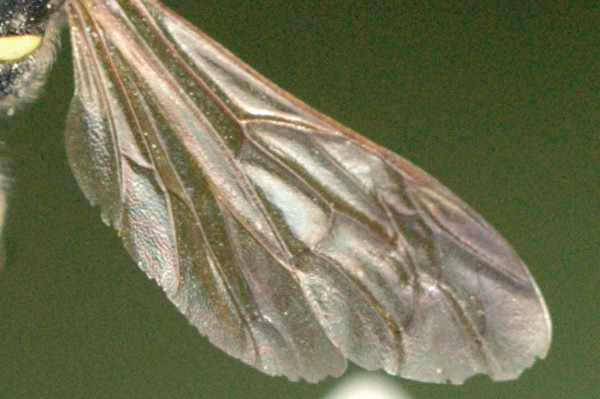